# Премия «Грэмми» за лучшее рэп-исполнение дуэтом или группой
«Грэмми» в номинации «Лучшее рэп-исполнение дуэтом или группой» присуждалась в период между 1991 и 2011 годами. Ежегодно Национальная академия искусства и науки звукозаписи США выбирала несколько претендентов за «художественные достижения, техническое мастерство и значительный вклад в развитие звукозаписи без учёта продаж альбома (сингла) и его позиции в чартах».
До этого, награда вручалась как часть единой категории «Лучшее рэп-исполнение».
В 1991 году группа музыкантов, в число которых входили: Куинси Джонс, Биг Дэдди Кейн, Ice-T, Кул Мо Ди, Мэлле Мэл и Куинси Джонс III стали первыми победителями в этой категории с песней «Back on the Block». Следующие музыканты имеют по две победы в этой категории: The Black Eyed Peas, Канье Уэст, OutKast, Пафф Дэдди, Dr. Dre, Jay-Z, Эминем и Krayzie Bone. Лидером по номинациям без побед стал Dr. Dre — всего 8 раз.
В 2012 году номинация была упразднена в связи с тотальной реструктуризацией категорий «Грэмми», она была перенесена во вновь созданную, единую категорию — «Лучшее рэп-исполнение». Таким образом, песня «On to the Next One» стала последним победителем этой категории.
Все победители категории являются уроженцами Соединённых Штатов Америки.
Номинантами были произведения, изданные в предыдущий календарный год, относительно текущей церемонии «Грэмми».

## Список лауреатов
| \| Год[I] \| Победитель \| Страна \| Произведение \| Номинанты[II] \| Ссылка \| \| ------ \| ------------------------------------------------------------------------------------------ \| ------ \| ---------------------------------------------------------- \| -------------------------------------------------------------------------------------------------------------------------------------------------------------------------------------------------------------------------------------------------------------------- \| ------ \| \| 1991 \| Куинси Джонс, Биг Дэдди Кейн, Ice-T, Кул Мо Ди, Мэлле Мэл[англ.] и Куинси Джонс III[англ.] \| США \| «Back on the Block»[англ.]!! \| - Digital Underground — «The Humpty Dance»[англ.] - DJ Jazzy Jeff & The Fresh Prince[англ.] — And in This Corner...[англ.] - Public Enemy — Fear of a Black Planet[англ.] - West Coast Rap All-Stars — «We're All in the Same Gang»[англ.] \| [3] \| \| 1992 \| DJ Jazzy Jeff & The Fresh Prince[англ.] \| США \| «Summertime»[англ.] \| - Heavy D & the Boyz — «Now That We Found Love»[англ.] - Naughty by Nature[англ.] — «O.P.P.»[англ.] - Public Enemy — Apocalypse 91... The Enemy Strikes Black[англ.] - Salt-N-Pepa — «Let's Talk About Sex»[англ.] \| [4] \| \| 1993 \| Arrested Development \| США \| «Tennessee»[англ.] \| - Beastie Boys — Check Your Head - House of Pain — «Jump Around»[англ.] - Kris Kross — «Jump»[англ.] - Public Enemy — Greatest Misses[англ.] \| [5] \| \| 1994 \| Digable Planets[англ.] \| США \| «Rebirth of Slick (Cool Like Dat)»[англ.] \| - Arrested Development — «Revolution» - Cypress Hill — «Insane in the Brain»[англ.] - Dr. Dre и Snoop Dogg — «Nuthin' but a 'G' Thang» - Naughty by Nature[англ.] — «Hip Hop Hooray»[англ.] \| [6] \| \| 1995 \| Salt-N-Pepa \| США \| «None of Your Business»[англ.]!! \| - Arrested Development — «Ease My Mind»[англ.]!! - Cypress Hill — «I Ain't Goin' Out Like That»[англ.] - Heavy D & the Boyz — «Nuttin' But Love»[англ.]!! - Warren G и Nate Dogg — «Regulate» \| [7] \| \| 1996 \| Method Man и Мэри Джей Блайдж \| США \| «I'll Be There for You/You're All I Need to Get By»[англ.] \| - Bone Thugs-n-Harmony — «1st of tha Month»[англ.] - Cypress Hill — «Throw Your Set in the Air»[англ.] - Naughty by Nature[англ.] — «Feel Me Flow»[англ.] - Tha Dogg Pound — «What Would You Do?»[англ.] \| [8] \| \| 1997 \| Bone Thugs-n-Harmony \| США \| «Tha Crossroads» \| - 2Pac, Dr. Dre и Роджер Траутман[англ.] — «California Love» - 2Pac и K-Ci & JoJo — «How Do U Want It» - A Tribe Called Quest — «1nce Again»[англ.] - Salt-N-Pepa — «Champagne» \| [9] \| \| 1998 \| Пафф Дэдди, Фэйт Эванс и 112 \| США \| «I’ll Be Missing You» \| - Lil' Kim, Da Brat, Мисси Эллиотт, Энджи Мартинес и Left Eye — «Not Tonight»[англ.] - Пафф Дэдди и Mase — «Can't Nobody Hold Me Down» - The Notorious B.I.G., Пафф Дэдди и Mase — «Mo Money Mo Problems» - Вайклеф Жан, Селия Круз и Джени Фудзита — «Guantanamera» \| [10] \| \| 1999 \| Beastie Boys \| США \| «Intergalactic» \| - Джармейн Дюпри и Jay-Z — «Money Ain't a Thang»[англ.] - Lord Tariq and Peter Gunz[англ.] — «Deja Vu (Uptown Baby)»[англ.] - Outkast — «Rosa Parks»[англ.] - Pras, Mýa и Ol' Dirty Bastard — «Ghetto Supastar (That Is What You Are)»[англ.] \| [11] \| \| 2000 \| The Roots и Эрика Баду \| США \| «You Got Me»[англ.] \| - Баста Раймс и Джанет Джексон — «What's It Gonna Be?!»[англ.] - Dr. Dre и Snoop Dogg — «Still D.R.E.» - Эминем и Dr. Dre — «Guilty Conscience» - Пафф Дэдди и Ар Келли — «Satisfy You»[англ.] \| [12] \| \| 2001 \| Dr. Dre и Эминем \| США \| «Forgot About Dre» \| - Beastie Boys — «Alive»[англ.] - De La Soul и Redman — «Oooh.»[англ.] - Dr. Dre, Snoop Dogg, Kurupt и Nate Dogg — «The Next Episode» - «Jay-Z и UGK» — «Big Pimpin'»[англ.] \| [13] \| \| 2002 \| Outkast \| США \| «Ms. Jackson» \| - Gorillaz — «Clint Eastwood» - Ja Rule, Лил Мо и Vita — «Put It on Me»[англ.] - Jay-Z, Бини Сигел[англ.], Memphis Bleek[англ.] и Static Major[англ.] — «Change the Game»[англ.] - Пафф Дэдди, Black Rob[англ.] и Марк Карри — «Bad Boy for Life»[англ.] \| [14] \| \| 2003 \| Outkast и Киллер Майк \| США \| «The Whole World»[англ.] \| - AZ и Nas — «The Essence» - Big Tymers — «Still Fly»[англ.] - Баста Раймс, Пафф Дэдди и Фаррелл Уильямс — «Pass the Courvoisier, Part II»[англ.] - Cam'ron[англ.] и Джулз Сантана — «Oh Boy»[англ.] \| [15] \| \| 2004 \| Nelly, Пафф Дэдди и Мёрфи Ли[англ.] \| США \| «Shake Ya Tailfeather» \| - Мисси Эллиотт и Ludacris — «Gossip Folks»[англ.] - Lil' Kim и 50 Cent — «Magic Stick»[англ.] - Джулз Сантана и Cam'ron[англ.] — «Dipset (Santana's Town)»[англ.] - Young Gunz[англ.] — «Can't Stop, Won't Stop»[англ.] \| [16] \| \| 2005 \| The Black Eyed Peas \| США \| «Let's Get It Started» \| - Beastie Boys — «Ch-Check It Out»[англ.] - The Roots — «Don't Say Nuthin»[англ.]!! - Snoop Dogg и Фаррелл Уильямс — «Drop It Like It's Hot» - Terror Squad — «Lean Back»[англ.] \| [17] \| \| 2006 \| The Black Eyed Peas \| США \| «Don't Phunk with My Heart» \| - Common и The Last Poets[англ.] — «The Corner»[англ.] - Эминем, Dr. Dre & 50 Cent — «Encore» - The Game и 50 Cent — «Hate It or Love It»[англ.] - Ying Yang Twins[англ.] — «Wait (The Whisper Song)»[англ.] \| [18] \| \| 2007 \| Chamillionaire и Krayzie Bone \| США \| «Ridin'»[англ.] \| - Field Mob[англ.], Ludacris и Джейми Фокс — «Georgia»[англ.] - Nelly, Пол Уолл[англ.] и Ali & Gipp[англ.] — «Grillz»[англ.] - Outkast — «Mighty O»[англ.] - The Roots — «Don't Feel Right»[англ.]!! \| [19] \| \| 2008 \| Common и Канье Уэст \| США \| «Southside»[англ.]!! \| - Fat Joe и Лил Уэйн — «Make It Rain» - Канье Уэст, Nas и KRS-One — «Classic (Better Than I've Ever Been)»[англ.] - Shop Boyz[англ.] — «Party Like a Rockstar»[англ.] - UGK и Outkast — «International Players Anthem (I Choose You)»[англ.] \| [20] \| \| 2009 \| Jay-Z, T.I., Канье Уэст и Лил Уэйн \| США \| «Swagga Like Us»[англ.] \| - Big Boi, André 3000 и Raekwon — «Royal Flush»[англ.] - Lil Wayne и Jay-Z — «Mr. Carter»[англ.] - Ludacris и T.I. — «Wish You Would» - Young Jeezy и Канье Уэст — «Put On»[англ.] \| [21] \| \| 2010 \| Эминем, Dr. Dre и 50 Cent \| США \| «Crack a Bottle» \| - Beastie Boys и Nas — «Too Many Rappers»[англ.] - Fabolous и Jay-Z — «Money Goes, Honey Stay»[англ.]!! - Канье Уэст и Young Jeezy — «Amazing» - Кид Кади, Канье Уэст и Common — «Make Her Say»[англ.] \| [22] \| \| 2011 \| Jay-Z и Swizz Beatz \| США \| «On to the Next One»[англ.] \| - Big Boi и Cutty — «Shutterbugg»[англ.] - Дрейк, T.I. и Swizz Beatz — «Fancy»[англ.] - Ludacris и Ники Минаж — «My Chick Bad»[англ.] - Young Jeezy и Plies — «Lose My Mind»[англ.] \| [23] \| |                                                                              |        |                                                     | |        |
| Год[I] | Победитель                                                                   | Страна | Произведение                                        | Номинанты[II] | Ссылка |
| 1991 | Куинси Джонс, Биг Дэдди Кейн, Ice-T, Кул Мо Ди, Мэлле Мэл и Куинси Джонс III | США    | «Back on the Block»                                 | - Digital Underground — «The Humpty Dance» - DJ Jazzy Jeff & The Fresh Prince — And in This Corner... - Public Enemy — Fear of a Black Planet - West Coast Rap All-Stars — «We're All in the Same Gang»                                                       | [ 3 ]  |
| 1992 | DJ Jazzy Jeff & The Fresh Prince                                             | США    | «Summertime»                                        | - Heavy D & the Boyz — «Now That We Found Love» - Naughty by Nature — «O.P.P.» - Public Enemy — Apocalypse 91... The Enemy Strikes Black - Salt-N-Pepa — «Let's Talk About Sex»                                                                               | [ 4 ]  |
| 1993 | Arrested Development                                                         | США    | «Tennessee»                                         | - Beastie Boys — Check Your Head - House of Pain — «Jump Around» - Kris Kross — «Jump» - Public Enemy — Greatest Misses | [ 5 ]  |
| 1994 | Digable Planets                                                              | США    | «Rebirth of Slick (Cool Like Dat)»                  | - Arrested Development — «Revolution» - Cypress Hill — «Insane in the Brain» - Dr. Dre и Snoop Dogg — «Nuthin' but a 'G' Thang» - Naughty by Nature — «Hip Hop Hooray»                                                                                        | [ 6 ]  |
| 1995 | Salt-N-Pepa                                                                  | США    | «None of Your Business»                             | - Arrested Development — «Ease My Mind» - Cypress Hill — «I Ain't Goin' Out Like That» - Heavy D & the Boyz — «Nuttin' But Love» - Warren G и Nate Dogg — «Regulate»                                                                                          | [ 7 ]  |
| 1996 | Method Man и Мэри Джей Блайдж                                                | США    | «I'll Be There for You/You're All I Need to Get By» | - Bone Thugs-n-Harmony — «1st of tha Month» - Cypress Hill — «Throw Your Set in the Air» - Naughty by Nature — «Feel Me Flow» - Tha Dogg Pound — «What Would You Do?»                                                                                         | [ 8 ]  |
| 1997 | Bone Thugs-n-Harmony                                                         | США    | «Tha Crossroads»                                    | - 2Pac, Dr. Dre и Роджер Траутман — «California Love» - 2Pac и K-Ci & JoJo — «How Do U Want It» - A Tribe Called Quest — «1nce Again» - Salt-N-Pepa — «Champagne»                                                                                             | [ 9 ]  |
| 1998 | Пафф Дэдди, Фэйт Эванс и 112                                                 | США    | «I’ll Be Missing You»                               | - Lil' Kim, Da Brat, Мисси Эллиотт, Энджи Мартинес и Left Eye — «Not Tonight» - Пафф Дэдди и Mase — «Can't Nobody Hold Me Down» - The Notorious B.I.G., Пафф Дэдди и Mase — «Mo Money Mo Problems» - Вайклеф Жан, Селия Круз и Джени Фудзита — «Guantanamera» | [ 10 ] |
| 1999 | Beastie Boys                                                                 | США    | «Intergalactic»                                     | - Джармейн Дюпри и Jay-Z — «Money Ain't a Thang» - Lord Tariq and Peter Gunz — «Deja Vu (Uptown Baby)» - Outkast — «Rosa Parks» - Pras, Mýa и Ol' Dirty Bastard — «Ghetto Supastar (That Is What You Are)»                                                    | [ 11 ] |
| 2000 | The Roots и Эрика Баду                                                       | США    | «You Got Me»                                        | - Баста Раймс и Джанет Джексон — «What's It Gonna Be?!» - Dr. Dre и Snoop Dogg — «Still D.R.E.» - Эминем и Dr. Dre — «Guilty Conscience» - Пафф Дэдди и Ар Келли — «Satisfy You»                                                                              | [ 12 ] |
| 2001 | Dr. Dre и Эминем                                                             | США    | «Forgot About Dre»                                  | - Beastie Boys — «Alive» - De La Soul и Redman — «Oooh.» - Dr. Dre, Snoop Dogg, Kurupt и Nate Dogg — «The Next Episode» - «Jay-Z и UGK» — «Big Pimpin'» | [ 13 ] |
| 2002 | Outkast                                                                      | США    | «Ms. Jackson»                                       | - Gorillaz — «Clint Eastwood» - Ja Rule, Лил Мо и Vita — «Put It on Me» - Jay-Z, Бини Сигел, Memphis Bleek и Static Major — «Change the Game» - Пафф Дэдди, Black Rob и Марк Карри — «Bad Boy for Life»                                                       | [ 14 ] |
| 2003 | Outkast и Киллер Майк                                                        | США    | «The Whole World»                                   | - AZ и Nas — «The Essence» - Big Tymers — «Still Fly» - Баста Раймс, Пафф Дэдди и Фаррелл Уильямс — «Pass the Courvoisier, Part II» - Cam'ron и Джулз Сантана — «Oh Boy»                                                                                      | [ 15 ] |
| 2004 | Nelly, Пафф Дэдди и Мёрфи Ли                                                 | США    | «Shake Ya Tailfeather»                              | - Мисси Эллиотт и Ludacris — «Gossip Folks» - Lil' Kim и 50 Cent — «Magic Stick» - Джулз Сантана и Cam'ron — «Dipset (Santana's Town)» - Young Gunz — «Can't Stop, Won't Stop»                                                                                | [ 16 ] |
| 2005 | The Black Eyed Peas                                                          | США    | «Let's Get It Started»                              | - Beastie Boys — «Ch-Check It Out» - The Roots — «Don't Say Nuthin» - Snoop Dogg и Фаррелл Уильямс — «Drop It Like It's Hot» - Terror Squad — «Lean Back» | [ 17 ] |
| 2006 | The Black Eyed Peas                                                          | США    | «Don't Phunk with My Heart»                         | - Common и The Last Poets — «The Corner» - Эминем, Dr. Dre & 50 Cent — «Encore» - The Game и 50 Cent — «Hate It or Love It» - Ying Yang Twins — «Wait (The Whisper Song)»                                                                                     | [ 18 ] |
| 2007 | Chamillionaire и Krayzie Bone                                                | США    | «Ridin'»                                            | - Field Mob, Ludacris и Джейми Фокс — «Georgia» - Nelly, Пол Уолл и Ali & Gipp — «Grillz» - Outkast — «Mighty O» - The Roots — «Don't Feel Right» | [ 19 ] |
| 2008 | Common и Канье Уэст                                                          | США    | «Southside»                                         | - Fat Joe и Лил Уэйн — «Make It Rain» - Канье Уэст, Nas и KRS-One — «Classic (Better Than I've Ever Been)» - Shop Boyz — «Party Like a Rockstar» - UGK и Outkast — «International Players Anthem (I Choose You)»                                              | [ 20 ] |
| 2009 | Jay-Z, T.I., Канье Уэст и Лил Уэйн                                           | США    | «Swagga Like Us»                                    | - Big Boi, André 3000 и Raekwon — «Royal Flush» - Lil Wayne и Jay-Z — «Mr. Carter» - Ludacris и T.I. — «Wish You Would» - Young Jeezy и Канье Уэст — «Put On»                                                                                                 | [ 21 ] |
| 2010 | Эминем, Dr. Dre и 50 Cent                                                    | США    | «Crack a Bottle»                                    | - Beastie Boys и Nas — «Too Many Rappers» - Fabolous и Jay-Z — «Money Goes, Honey Stay» - Канье Уэст и Young Jeezy — «Amazing» - Кид Кади, Канье Уэст и Common — «Make Her Say»                                                                               | [ 22 ] |
| 2011 | Jay-Z и Swizz Beatz                                                          | США    | «On to the Next One»                                | - Big Boi и Cutty — «Shutterbugg» - Дрейк, T.I. и Swizz Beatz — «Fancy» - Ludacris и Ники Минаж — «My Chick Bad» - Young Jeezy и Plies — «Lose My Mind» | [ 23 ] |

- ↑  Ссылка на церемонию «Грэмми», прошедшую в этом году.
- ↑  Кавычками обозначены — песни (синглы), курсивом — альбомы.

## Статистика
- Наибольшее число побед:

The Black Eyed Peas, Канье Уэст, OutKast, Пафф Дэдди, Dr. Dre, Jay-Z, Эминем и Krayzie Bone — 2 победы
- Наибольшее число номинаций:
  - 1. Dr. Dre — 8 номинаций
  - 2. Пафф Дэдди, Jay-Z, Big Boi — 7 номинаций
  - 3. Канье Уэст, André 3000 — 6 номинаций
  - 4. OutKast — 5 номинаций
  - 5. Ludacris, Эминем, Snoop Dogg — 4 номинации